# Distretto di Kahramanmaraş
Il distretto di Kahramanmaraş (in turco Kahramanmaraş ilçesi) è stato il distretto centrale della provincia di Kahramanmaraş, in Turchia. Nel 2012, con l'istituzione del comune metropolitano di Kahramanmaraş, è stato soppresso e il suo territorio diviso tra i nuovi distretti di Dulkadiroğlu e Onikişubat.